# Богдан I
Богда́н I (рум. Bogdan; 1307 — 1367) — господар Молдовський (1363—1367), засновник незалежного Молдовського князівства. Воєвода Мармароський (1330—1342, 1355—1359). Очоливши волохів з Мармарошу, заснував на землях (які пустували через сусідів-татар) Молдовське князівство. Ці землі належали в той час угорському королю Людовику I, через що він посилав неодноразово своє військо проти Богдана I, але попри це, Молдовське князівство розширювало свої території. На стороні Людовика I воювали також сини воєводи Саса. Прізвисько — Засно́вник (рум. Întemeietorul).

## Біографія

### Мармароський воєвода

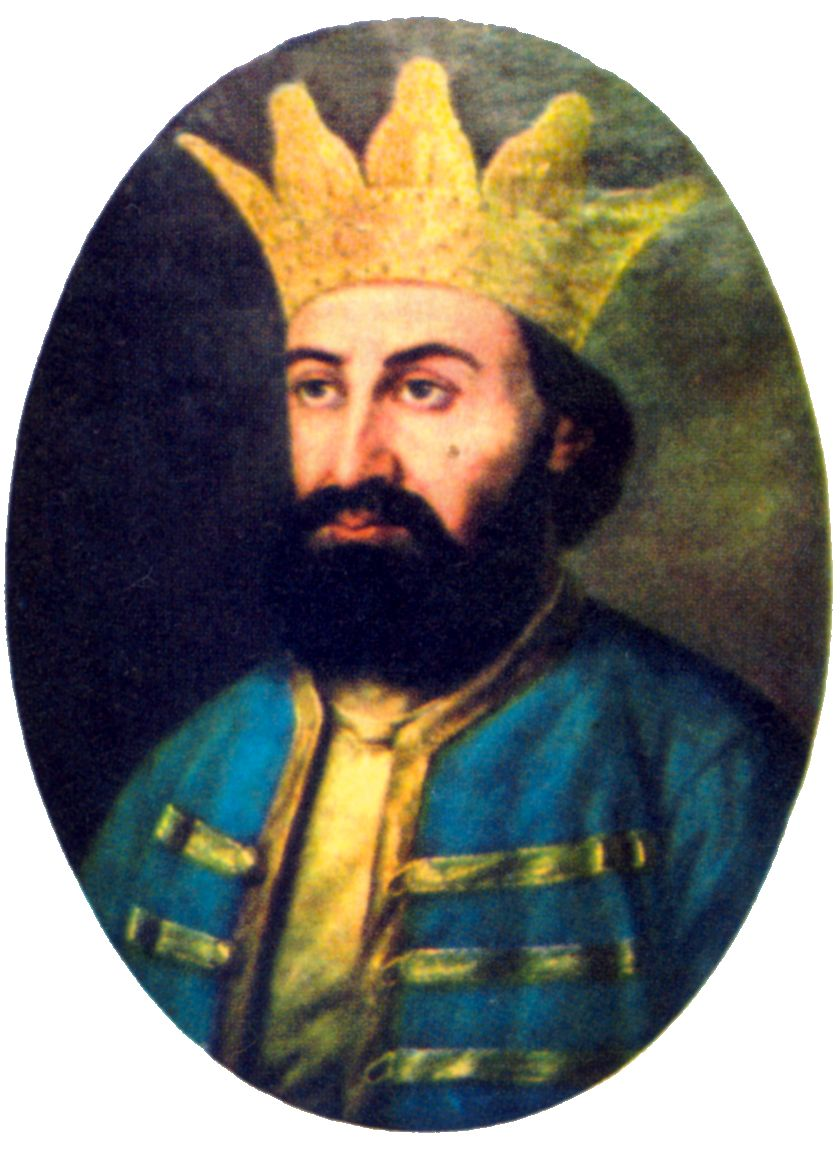
Богдан I, портрет XIX століття.

Під кінець правління (1308–1342 роки) Карла I Роберта Богдан став воєводою Мармарошу. В 1342 році до влади прийшов син Карла I Роберта — Людовик I, з яким у Богдана виник конфлікт. Богдан мармароський ототожнюється істориками з воєводою Богданом — сином Микули, який разом з своїми людьми поселився в Угорському королівстві у 1335 році. 15 вересня 1349 р. племінник Богдана — Штефан (син Юги) пішов війною на Ґюлія з Ґюлешти, витіснив його 6 синів з їхніх поселень в Мармарощині. Того ж року виступив проти угорського короля. Є згадка, що Богдана «підтримував хан Подільського улуса Тимур» .В останньому розглядають князя або темника Дмитра Подільського.
У грамоті 15.05.1353 року згадані два племінники Богдана: Іван та Штефан (сини Юрія (Юги)). 1353 та 1375 років поселенням Розалія в Мармарощині володів воєвода Іван.
Богдан походив з Кухня, де він мав титул князя з Мармарощини. Він володів разом з братом Югою поселеннями в долині річок Іза та Віза.
Кухня була столицею Богданового князівства в Мармарощині.
В 1365 році король Угорщини Людовик I Анжуйський надав поселення комітету в Мармарощині, які належали Богдану і відносилися до князівства Кухня нащадкам Саса (Балку, Степану, Драгу, Драгомиру), а саме: Борса, Мойсей (Румунія), Йоод, Селіштя (Keethzeleste), Борша і ін.

### Молдовський господар
Його іменем Русо-Влахію (Молдову) називали також Богданією, турки називали її Чорний Богдан (Чорна Богданія).
Богдан I карбував свою монету з написом: Монета Молдови — Богдан Ваіво(да) (Moneta Moldavie — Bogdan Waiwo(da)), з гербом голови Тура та стематою дому Анжуйських з Угорщини. Монета була знайдена в Радівцях. Разом з Богданом з Мармарошу прийшов його племінник Штефан, який володів також якоюсь часткою земель, після його смерті в 1359 р. його сини Штефан і Петру затіяли боротьбу за батьківський трон.
Спадкоємцем молдовського престолу став син Богдана — Владислав (Лацько) (1365–1373 роки).

## Галерея

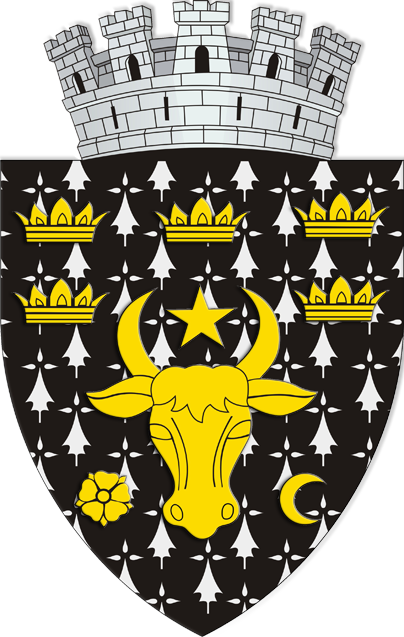
Радівці
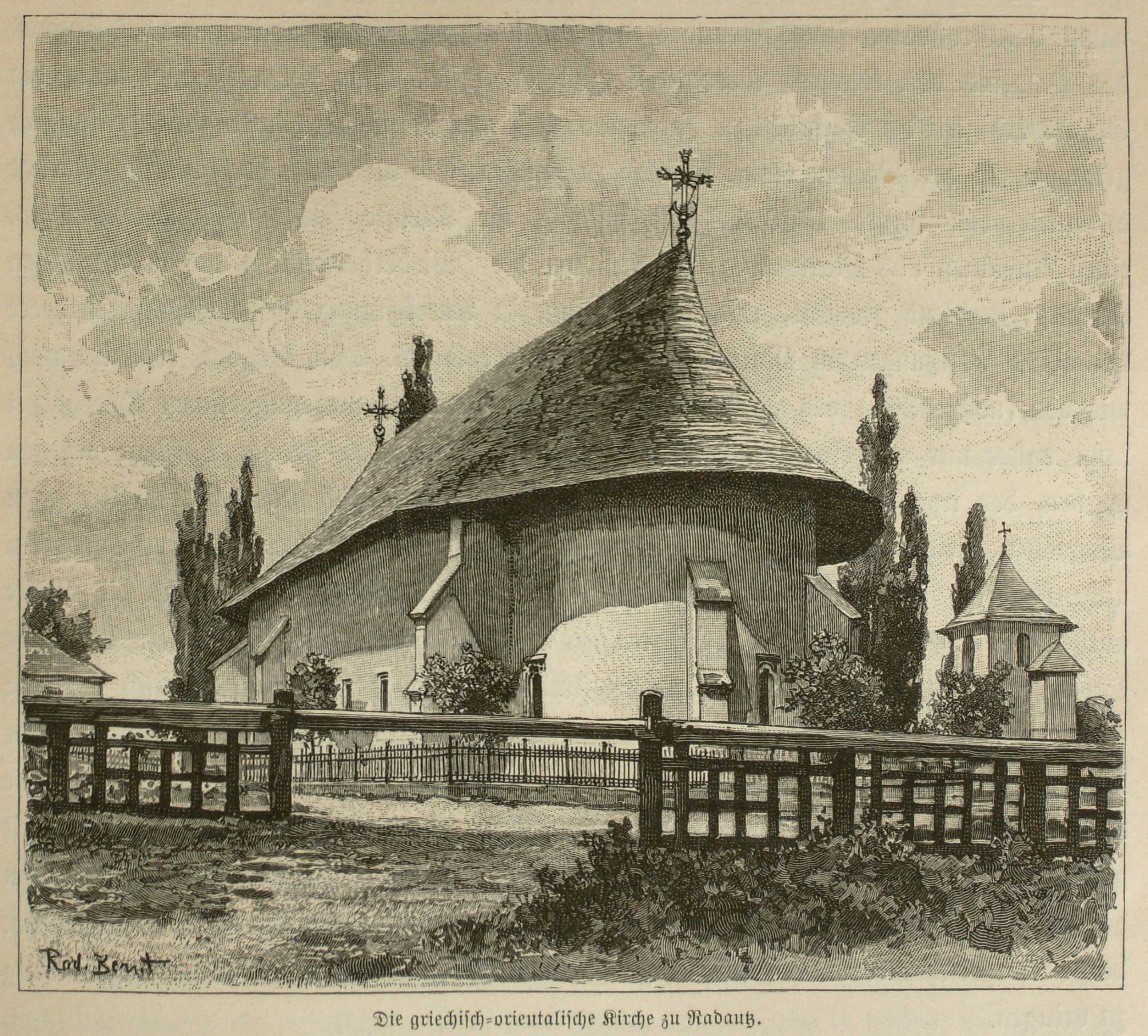
Монастир Богдана в Радівцях
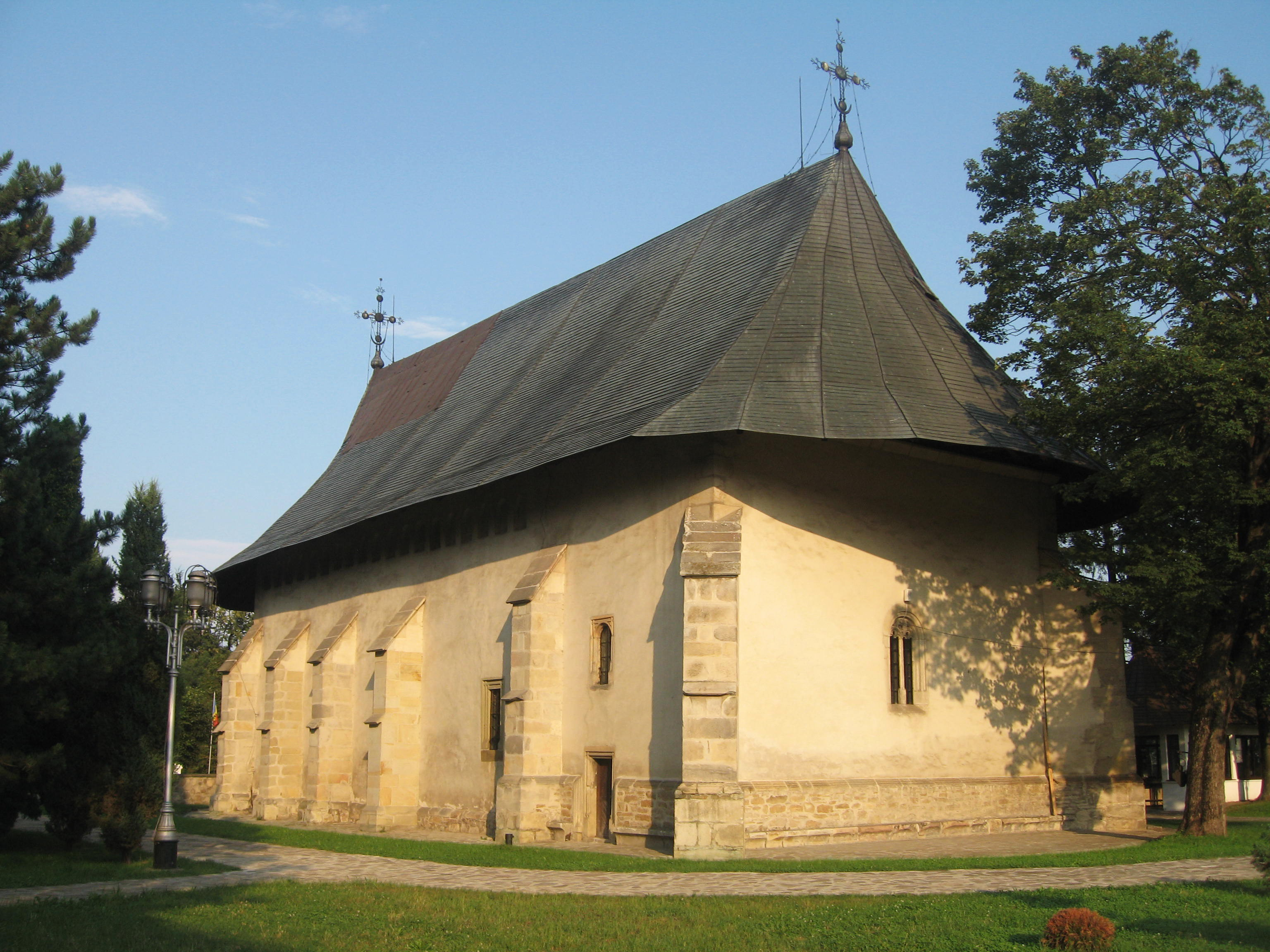
Церква Св. Миколая (Монастир Богдана)
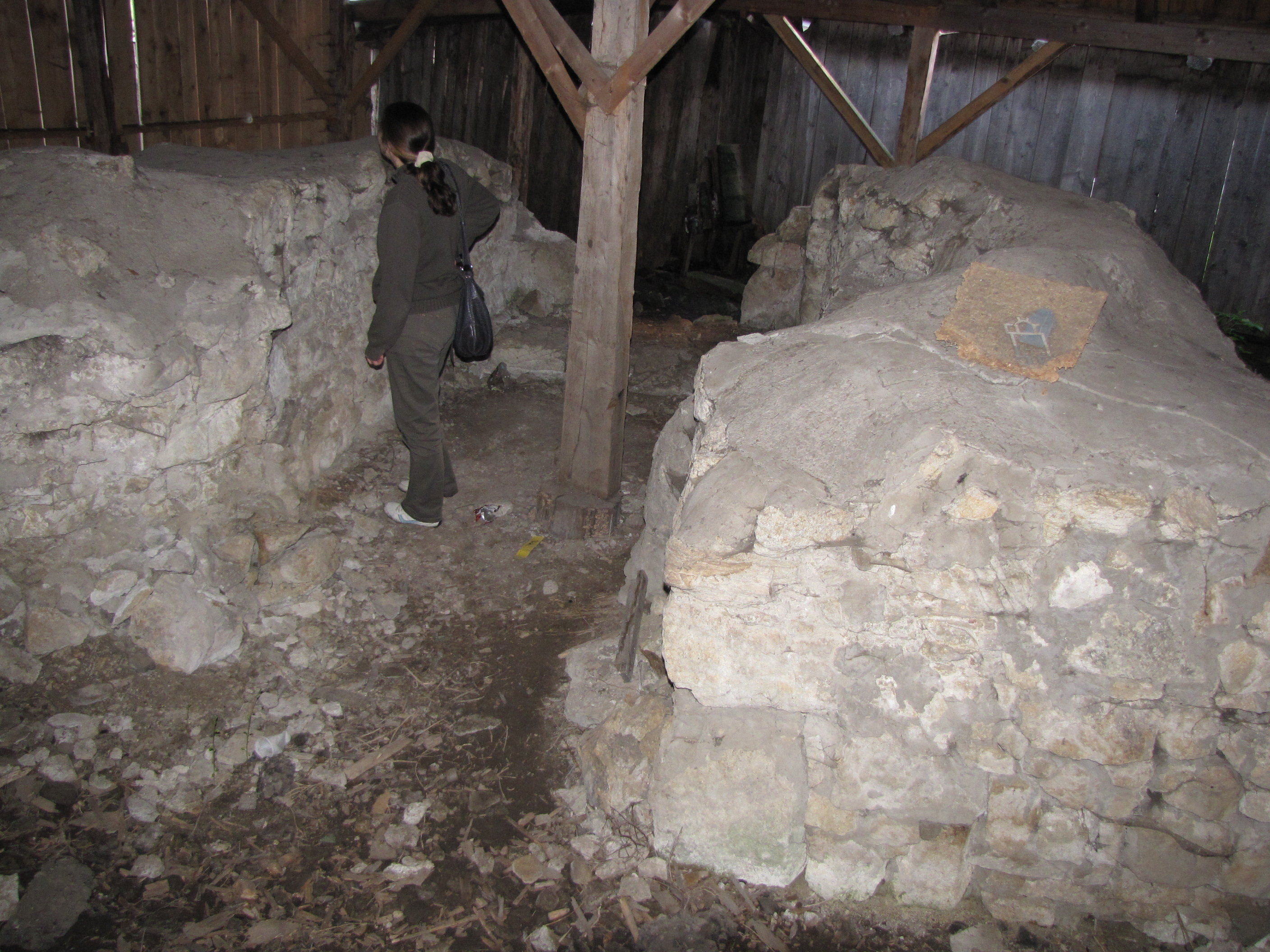
Кухня
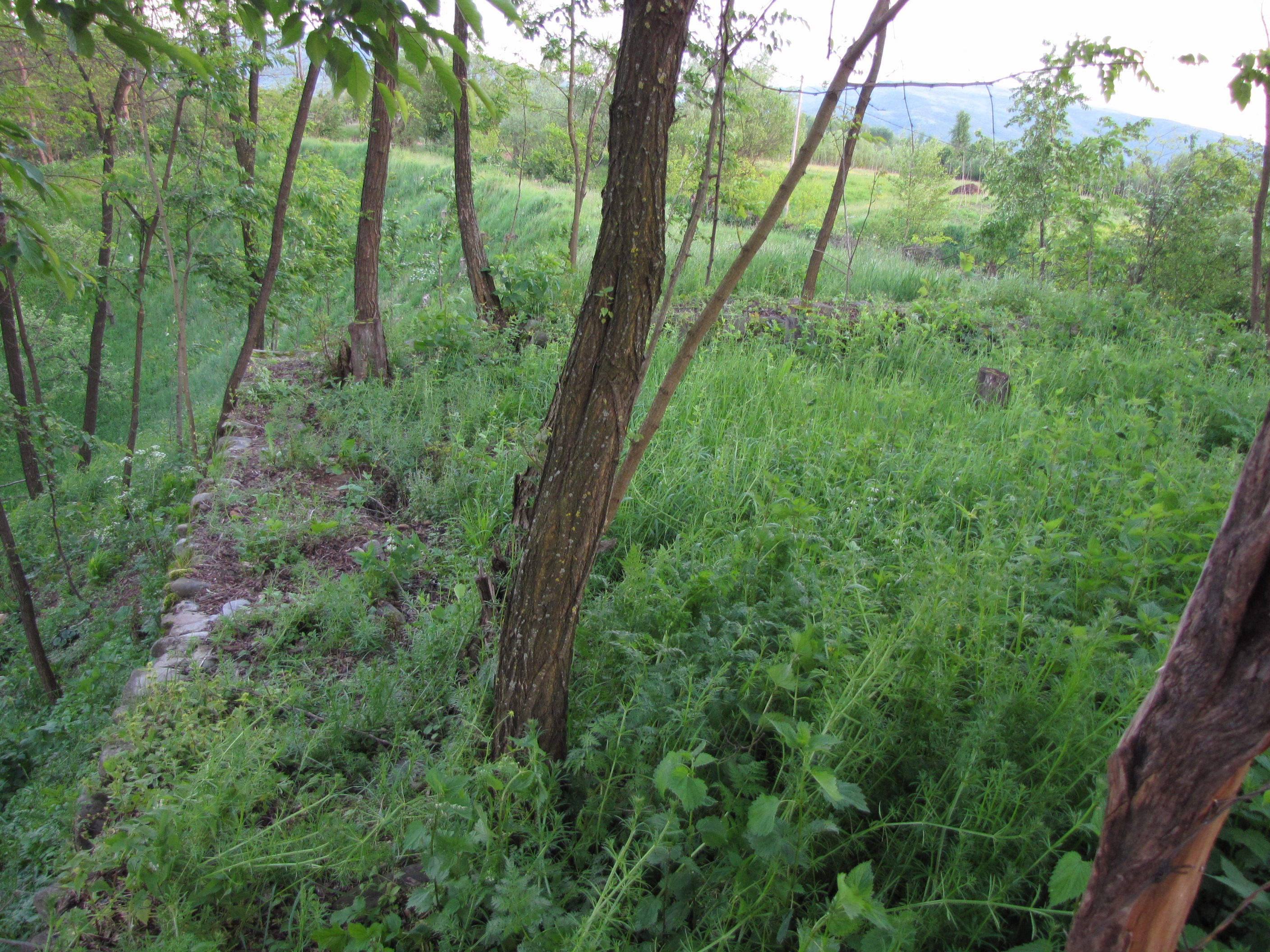
Руїни резиденції Богдана в Кухня
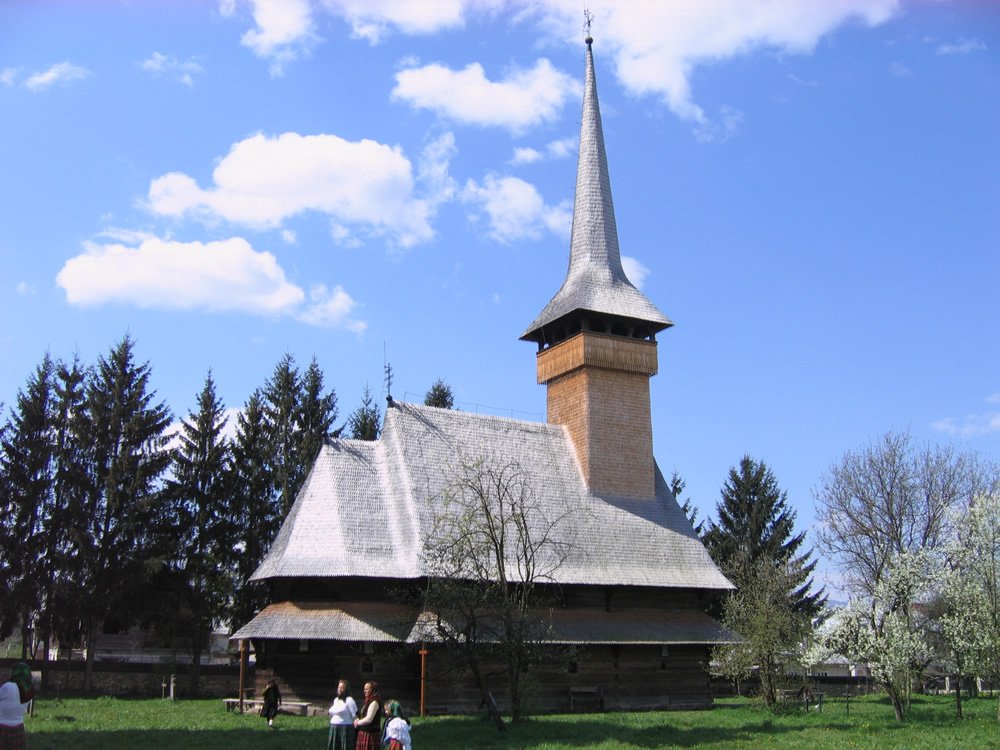
Церква Св. Миколая в Кухня
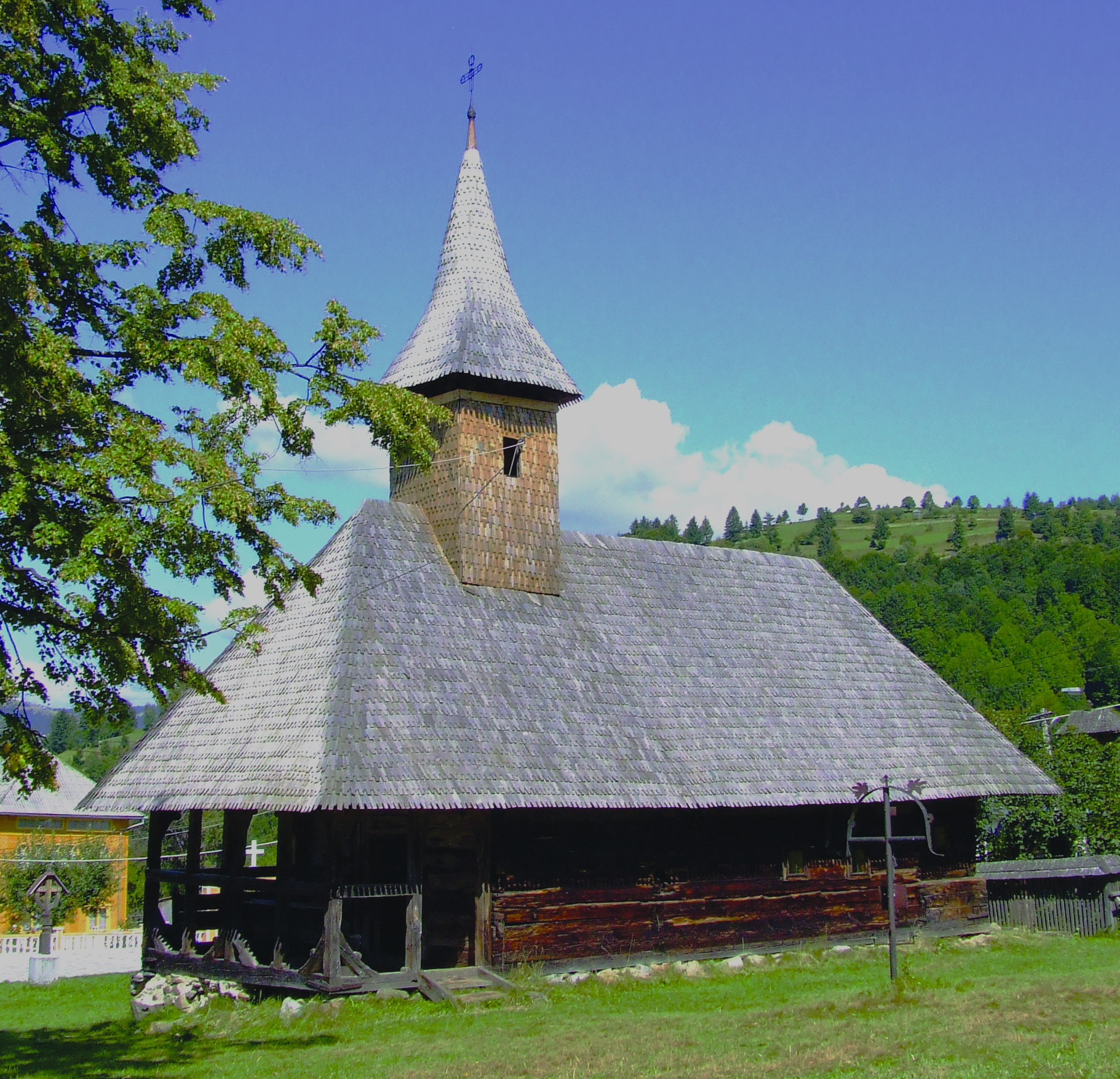
Мойсей
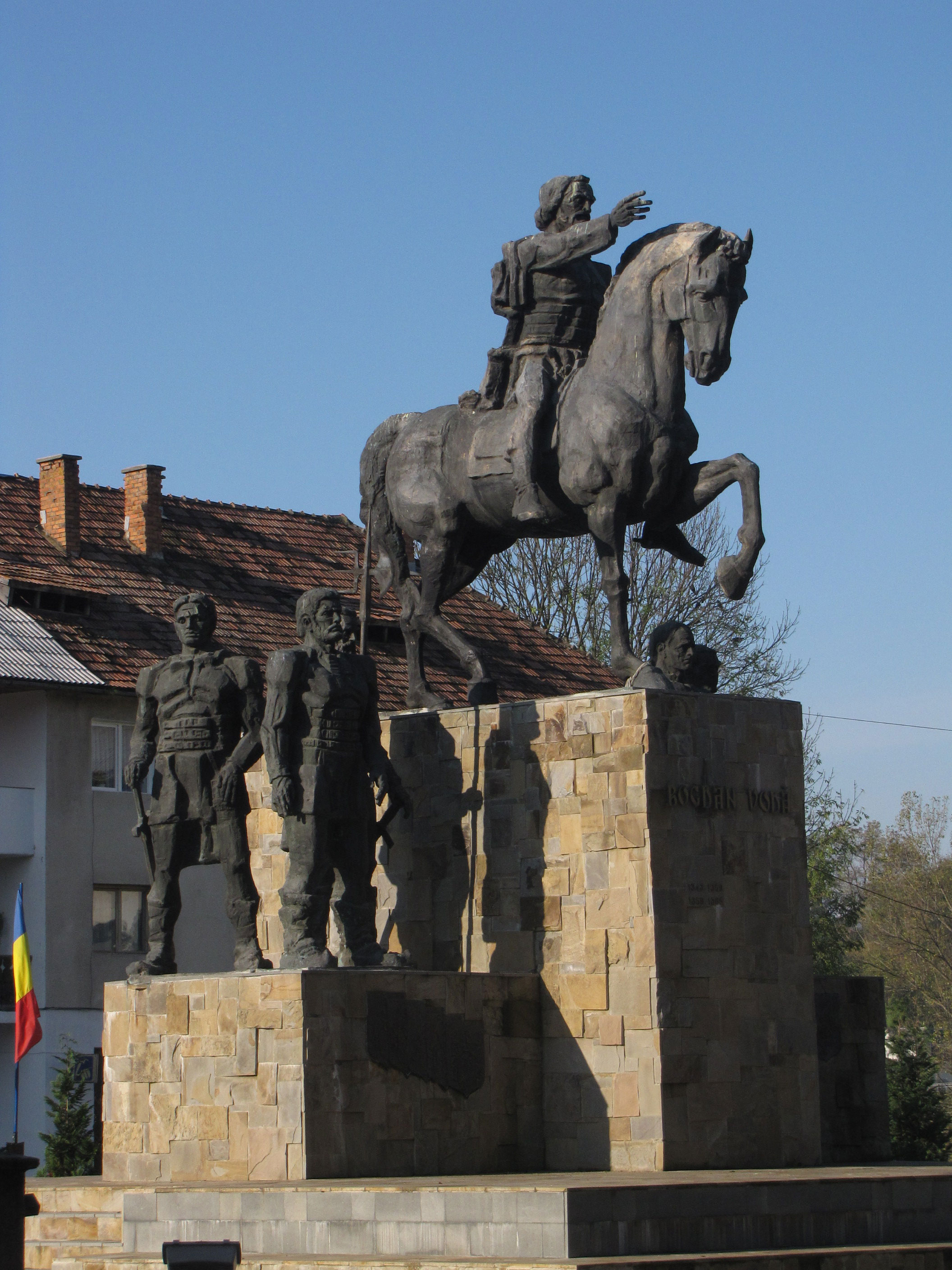
Кухня
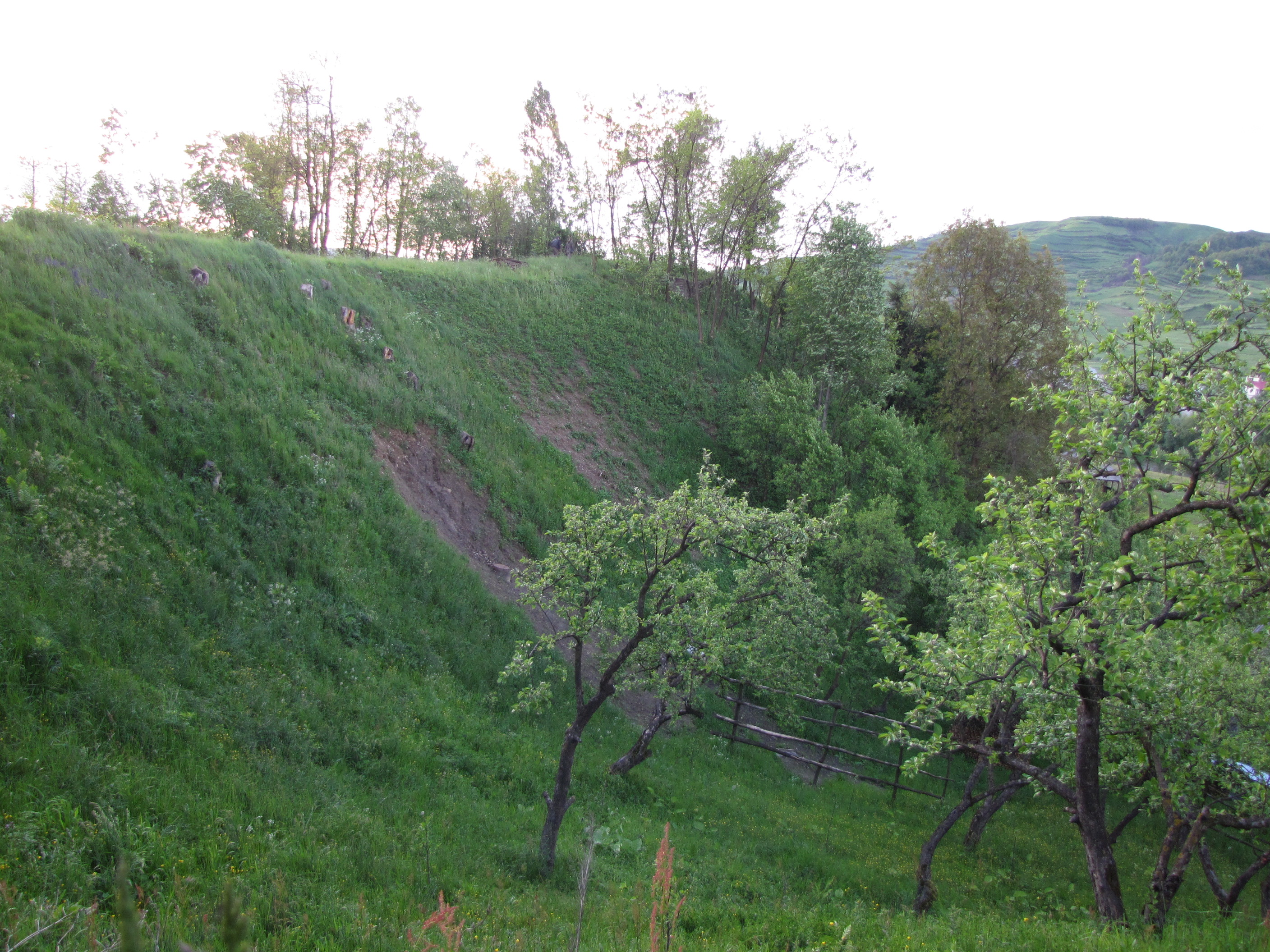